# Katastrophenhilfsdienst

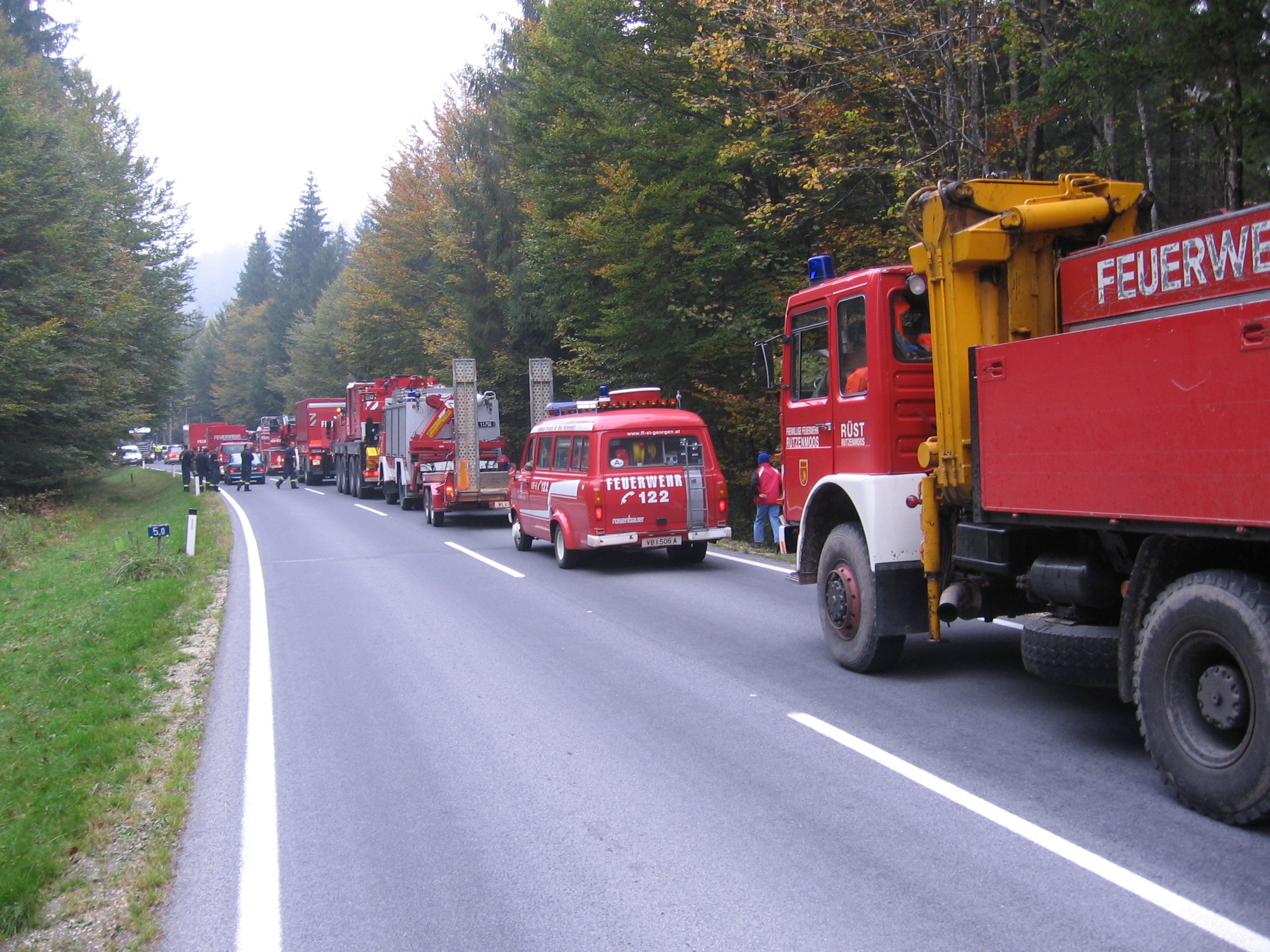
Technischer Zug des KHD (OÖ)

Als Katastrophenhilfsdienst oder kurz KHD werden in Österreich Einheiten der Feuerwehr bezeichnet, die überregional organisiert sind und eingesetzt werden können. In einigen Bundesländern wird er auch Feuerlösch- und Bergungsdienst, kurz FuB oder als Feuerlösch- und Katastrophenschutzdienst, kurz F-KAT bezeichnet. Auch bei den Rettungsorganisationen werden die entsprechenden Strukturen als Katastrophenhilfsdienst bezeichnet.

## Aufbau
Der Katastrophenhilfsdienst ist durch das Katastrophenhilfsdienstgesetz laut Landesgesetzbuch geregelt und kann zwischen den Bundesländern variieren. Mit der Organisation der KHD-Einheiten wurden die Landesfeuerwehrverbände beauftragt. Neben dem Landesfeuerwehrverband als Zentralleitung sind auch die Gemeinden zum KHD im eigenen Gemeindegebiet verpflichtet und können zur Mitwirkung aufgefordert werden. Meistens sind in den KHD-Einheiten Fahrzeuge und Mannschaft von den einzelnen Feuerwehren in Zügen zusammengezogen. Es werden nur Fahrzeuge und Mannschaft von Feuerwehren herangezogen, wenn der örtliche Schutz der Bevölkerung noch gegeben ist.
Zusätzlich zu den vorhandenen Strukturen einer Feuerwehr, werden vom Landesfeuerwehrverband Geräte und Fahrzeuge zur Katastrophenbekämpfung in ausgewählte Stützpunktfeuerwehren flächendeckend über das Bundesland stationiert.

## Regionale Besonderheiten

### Niederösterreich
In Niederösterreich ist pro politischem Bezirk eine KHD-Bereitschaft organisiert, welche aus rund 280 Mitgliedern besteht und in 6 Zügen eingeteilt ist. Sie können im Katastrophenfall sowohl im eigenen Bezirk als auch in anderen Bezirken eingesetzt werden. Im eigenen Bezirk unterstehen sie direkt dem Bezirksführungsstab. Werden sie andernorts eingesetzt, so unterstehen sie zwar der jeweiligen Einsatzleitung, arbeiten aber möglichst autark, d. h. auch der Nachschub wird so weit wie möglich selbst organisiert.
Für Einsätze außerhalb des eigenen Bundeslandes oder international können auch Teile von mehreren KHD-Einheiten zusammengezogen werden. Dies wird dann erforderlich, wenn nur einzelne Spezialkräfte im Einsatzgebiet notwendig sind, z. B. Suchtrupps nach Erdbeben. In Niederösterreich werden diese bereits im Vorfeld speziell zusammengestellten Einheiten als KHD-Niederösterreich A und B bezeichnet.

### Wien
In Wien setzt sich der KHD nicht aus Mitgliedern mehrerer Feuerwehren zusammen, sondern wird zentral auf einer Wache gesammelt. Die Mitglieder erhalten die gleiche Grundausbildung wie die Mitglieder der Berufsfeuerwehr Wien. Auf Anforderung durch diese wird der KHD alarmiert und zwei Rüstlöschfahrzeuge sowie gegebenenfalls ein Kommandofahrzeug werden einsatzbereit gemacht. In Wien ist der KHD auch für die Ausbildung der Feuerwehrjugend zuständig.

### Kärnten
In Kärnten sind bei einigen Feuerwehren durch den Landesfeuerwehrverband Katastrophenlager eingerichtet worden. Zudem existieren 5 Katastrophenzüge. Diese setzen sich jeweils aus Kameraden von zwei Bezirken zusammen. Sämtliche KAT-Züge halten jährlich Großübungen ab und werden im Katastrophenfall für verschiedene Einsätze eingesetzt.

### Oberösterreich
Bis zum Jahr 2016 gab es in Oberösterreich den sogenannten Feuerlösch- und Bergungsdienst (FuB-Dienst). Jeder Bezirk stellte eine solche Bereitschaft. Im Jahr 2016 wurde der überörtliche Katastrophendienst neu geregelt. Jeder Bezirk hat Feuerlösch- und Katastrophenschutzzüge (F-KAT Züge) einzurichten, die sich aus Einheiten der Feuerwehren im Bezirk zusammensetzen. Hierbei wird zwischen verschiedenen Varianten unterschieden:
- F-KAT Klassisch (universell einsetzbar)
- F-KAT TLF (besteht aus Tanklöschfahrzeugen)
- F-KAT LF (besteht aus Löschfahrzeugen mit Tragkraftspritzen)
- F-KAT Technisch (besteht aus Fahrzeugen mit technischem Equipment, Hubgeräten etc.)
- F-KAT Personal (besteht aus Mannschaftstransportfahrzeugen)
- Sonderzug: Schadstoffzug (speziell konzipierter Zug für Gefahrguteinsätze, adaptiv)
- Sonderzug: Wasserdienst (besteht unter anderem aus Arbeitsbooten, Motorzillen etc. und deren Zugfahrzeugen, adaptiv)

Dabei darf ein Fahrzeug, das einem bestimmten Zug zugeordnet ist, nicht in einem anderen Zug eingesetzt werden, damit alle Züge gleichzeitig operieren können. Es können bei Bedarf noch weitere spezielle Züge (z. B. Hochwasserzug zum Errichten des mobilen Hochwasserschutzsystems an der Donau) zusammengestellt werden. Geführt werden diese Züge von einem Kommandozug, wobei jeder Zug selbst unter Führung eines Zugskommandanten steht. Dies ist alles geregelt in der Richtlinie Feuerlösch u. Katastrophenschutz Dienst Oberösterreich (F-KAT Dienst OÖ).

## Aufbau einer KHD-Bereitschaft

### Burgenland
Eine KHD-Bereitschaft im Burgenland setzt sich laut der vom Landesfeuerwehrkommando vorgegebenen Normgliederung aus folgenden Einheiten zusammen:
- KHD-Bereitschaftskommando (BerKdo) mit Kommandozug (KDO-Zug) (Sollstärke: 38 Mann, 8 Fahrzeuge und 2 Motorräder)
- 1. Löschzug (Sollstärke: 46 Mann und 7 Fahrzeuge)
- 2. Löschzug (Sollstärke: 46 Mann und 7 Fahrzeuge)
- 1. Technischer Zug (Sollstärke: 46 Mann und 8 Fahrzeuge)

Somit umfasst eine burgenländische KHD-Bereitschaft entsprechend der Normgliederung 176 Mann, 30 Fahrzeuge und 2 Motorräder. Zusätzlich gibt es noch KHD-Sonderzüge für Gefährliche Stoffe, Strahlenschutz, Waldbrand und Hochwasser. So wurden vom Bezirksfeuerwehrkommando Güssing zwei zusätzliche Hochwasserzüge aufgestellt. Diese Züge stellen zum Teil eine Alternativgliederung zu den anderen KHD-Zügen dar, in denen einzelne Fahrzeuge eine neue Zuordnung erhalten. In der Regel handelt es sich aber um zusätzliche Fahrzeuge der einzelnen Feuerwehren, wobei 23 der 52 Freiwilligen Feuerwehren des Bezirkes Mannschaften und Fahrzeuge für den KHD-Einsatz bereitstellen.
Während zum Beispiel in Niederösterreich KHD-Bereitschaften analog militärischer Kennzeichnungen Nummern besitzen, mit denen sie identifiziert werden, sind die Bereitschaften im Burgenland mit dem Kurzzeichen des Bezirkes benannt (Beispiele: Ber-GS = KHD-Bereitschaft des Bezirksfeuerwehrkommandos Güssing, BerKdo-OW = KHD-Kommando des Bezirkes Oberwart).
Die Führung der KHD-Bereitschaft liegt in den Händen des KHD-Bereitschaftskommandanten (BerKdt), das ihm zur Seite stehende, im Einsatzfall mobile, Bereitschaftskommando (BerKdo) setzt sich aus folgenden Funktionen zusammen:
- Leiter Stabsarbeit (LtrStb) zugleich auch Bereitschaftskommando-Stellvertreter (BerKdtStv)
- Sachgebietsleiter S1 - Personalwesen
- Sachgebietsleiter S2 - Lage
- Sachgebietsleiter S3 - Einsatz
- Sachgebietsleiter S4 - Versorgungswesen
- Sachgebietsleiter S5 - Öffentlichkeitsarbeit
- Sachgebietsleiter S6 - Kommunikation

Alle Mitarbeiter des Stabes werden in einem mobilen Einsatz vom Kommandozug unterstützt. KHD-Bereitschaftskommandant sowie S2 und S3 können außerdem noch zusätzlich das Vorauskommando der HKD-Bereitschaft bilden, während diese in der Zwischenzeit vom BerKdtStv geführt wird.

### Wien
In Wien werden durch die vergleichsweise geringe Mannschaftsstärke nur 2 Bergelöschfahrzeuge sowie ggf. ein Kommandofahrzeug besetzt. Diese können komplett eigenhändig Einsätze abwickeln, oder mit weiteren Fahrzeugen der Berufsfeuerwehr Wien eine Löschbereitschaft bilden. Bei Bedarf kann der KHD Wien auch noch auf einige Kleinfahrzeuge zurückgreifen.

## Ablaufschema eines KHD-Einsatzes
Als Beispiel für den Ablauf eines typischen KHD-Einsatzes ist hier das in der entsprechenden Dienstvorschrift des Landesfeuerwehrkommandos Burgenland beschriebene Ablaufschema angeführt.

### Alarmierungsphase
Nach Anforderung des Einsatzes von KHD-Einheiten lässt der Landesfeuerwehrkommandant (LFKdt) den Landesfeuerwehrführungsstab (LFüSt) oder Teile davon einberufen und beurteilt mit diesem nach Kontaktaufnahme mit den anfordernden Stellen bzw. mit der Einsatzleitung vor Ort, welche KHD-Einheiten zu alarmieren sind.
Danach erfolgt die Kontaktaufnahme mit dem jeweiligen Bezirksfeuerkommandanten (BFKdt) und die Alarmierung des KHD-Bereitschaftskommandos (BerKdo). Das BerKdo tritt im Standort der Bezirksstützpunktfeuerwehr zusammen und stellt nach Beurteilung der Lage die entsprechenden KHD-Züge zusammen.
Die Alarmierung der Züge erfolgt anschließend entweder über die Bundeswarnzentrale (BWZ) oder durch die Landesfeuerwehralarmzentrale (LFAZ). Der Alarmierungstext muss unter anderem enthalten:
- KHD-Einsatz
- voraussichtlicher Einsatzort und Einsatztätigkeit
- zu stellende Fahrzeuge und Ausrüstung
- mitzunehmende Verpflegung und Betriebsmittelvorräte
- voraussichtliche Einsatzdauer
- Versammlungsplätze und Versammlungszeitpunkte

### Sammel- und Anfahrtsphase

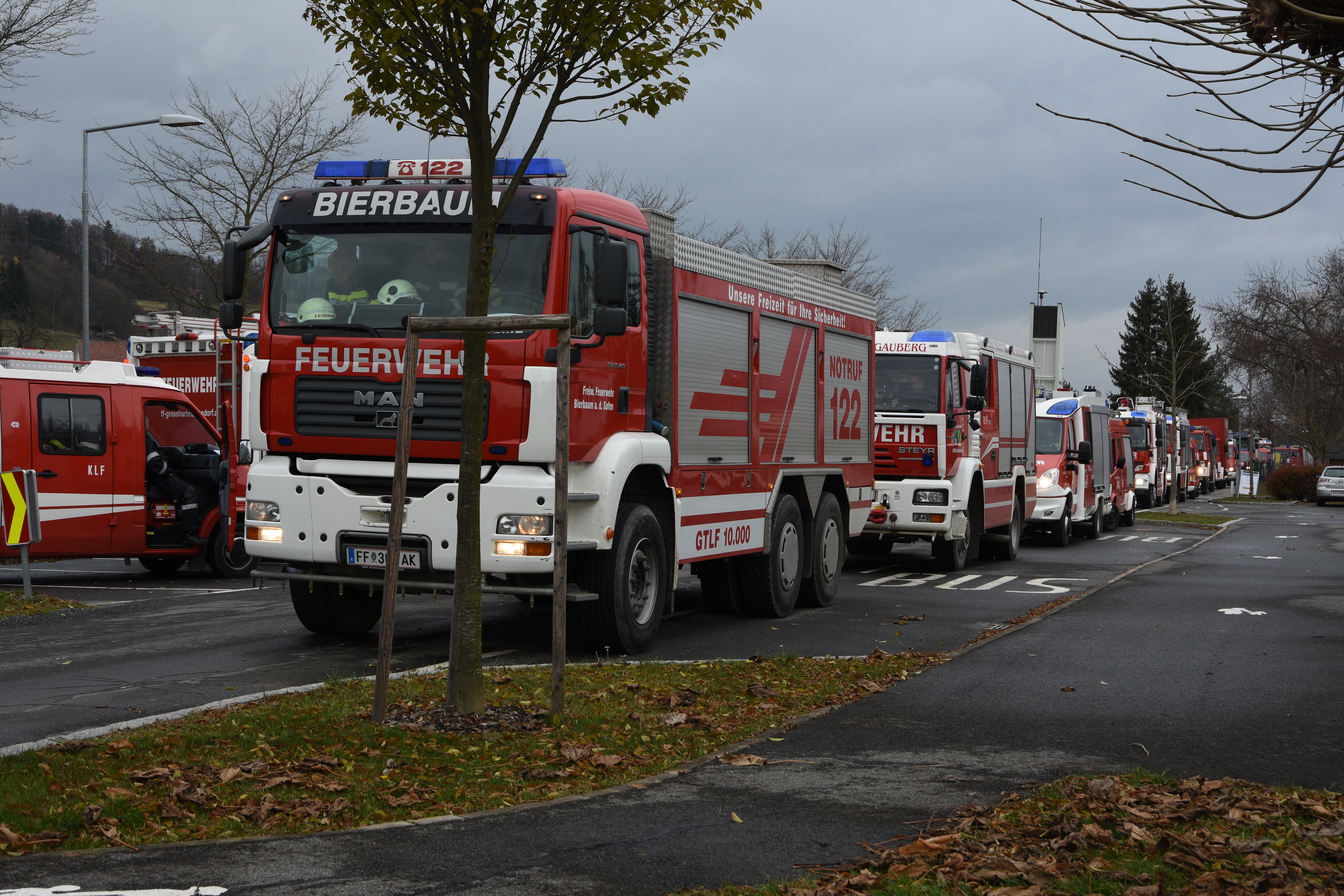
KHD Sammelphase

Der Kommandozug (KdoZg) versammelt sich ebenfalls im Standort der Bezirksstützpunktfeuerwehr. Falls notwendig, fährt das Vorauskommando (VorKdo), bestehend aus Bereitschaftskommandant (BerKdt) und den Stabsangehörigen S3 (Einsatz)/S2 (Lage), in den Einsatzraum vor, um mit den dort befehlsführenden Stellen Kontakt aufzunehmen. Mit den dabei ermittelten Informationen erstellt es die Einsatzbefehle für die einzusetzenden Züge und hält Kontakt mit dem Landesführungsstab (LFüSt).
Die alarmierten Züge versammeln sich in der Zwischenzeit in den befohlenen Bereitstellungsräumen und die Zugskommandanten (ZgKdt) übermitteln eine Stärkemeldung an die am Standort der Bezirksstützpunktfeuerwehr verbliebenen Teile des Bereitschaftskommandos (BerKdo). Dieses gibt eine Gesamtstärkemeldung an das Vorauskommando weiter. Nach Erhalt des Einsatzbefehles rücken die Züge in der befohlenen Marschordnung in den Einsatzraum nach.

### Einsatzphase
Nach dem Eintreffen im Einsatzraum wird durch das Bereitschaftskommando (BerKdo) und den Kommandozug (KdoZg) die Befehlsstelle der KHD-Bereitschaft aufgebaut. Die Züge werden beim Eintreffen in die Lage eingewiesen und fahren entsprechend der bei dieser Einweisung erhaltenen Einsatzbefehle in die zugewiesenen Einsatzräume.

## Varia
Welche emotionale Wirkung das Erscheinen eines KHD-Zuges bei Opfern von Naturkatastrophen erzielen kann, beschrieb der Feuerwehrkommandant von St. Sigmund im Sellrain, nachdem ein Unwetter Anfang Juni 2015 das Sellraintal verwüstet hatte:

„In der Nacht von Sonntag auf Montag, als das Unwetter über Sellrain zog, konnte noch niemand ahnen, was sich den Sellrainern in der Früh bot, als es wieder hell wurde. Die ganze Dimension der Katastrophe war dann sichtbar. Im ersten Moment glich das einer Ohnmacht, da es für die Einsatzkräfte sehr schwer bis unmöglich war, in das betroffene Gebiet vorzudringen... Dementsprechend musste es für die Betroffenen am Montag sehr schwer gewesen sein. Ein ganz anderes Bild bot sich dann am Dienstag, die Wege waren soweit frei, dass die Einsatzkräfte voll auffahren konnten.In den folgenden Tagen waren mehrere KAT-Züge der Feuerwehren in Sellrain, aber am Dienstag kam der erste, was für manche Sellrainer aufgrund des Montages nicht vorstellbar war. Mit der betroffenen Bewohnerin konnte ich über diese Eindrücke sprechen und sie erzählte mir über den Moment, als sie am Dienstag die Ankunft des KAT-Zuges des Bezirksfeuerwehrverbandes Schwaz sah. Sie blickte in Richtung Oberperfuss, von wo sich eine schier unendlich scheinende Zahl von Feuerwehrfahrzeugen in Richtung Sellrain bewegte. Dieser Moment rührte sie zu Tränen, als sie diese unglaubliche Hilfsbereitschaft auf einen Blick sah.“